# Studio 28
Inauguré en février 1928, le Studio 28 est un cinéma parisien classé Art et essai situé à Montmartre au 10, rue Tholozé.

## Historique
Le 10 février 1928, Jean-Placide Mauclaire inaugure le Studio 28, première salle de cinéma d'avant-garde dont le but est de se consacrer uniquement à la recherche cinématographique.
Lieu de rencontre des peintres, des poètes et des cinéastes où l'on côtoie Luis Buñuel, Jean Cocteau et Abel Gance, elle projette des films très audacieux, tels le premier film chinois diffusé en France, des essais en triptyques réalisés par Abel Gance (Danses, Galops et Marine), ou le documentaire de Jean Arroy Autour de Napoléon.
Construite sur l'emplacement d'un ancien cabaret de chansonniers, elle possède un balcon et sa capacité est à l'époque de 400 places,,.
En 1930, la salle est saccagée lors d'une projection du film L'Âge d'or de Luis Buñuel après qu'une farouche bataille a éclaté dans la salle. Le film est saisi et interdit de diffusion. Le propriétaire est alors contraint de se séparer de la salle, qui est reprise en 1932 par Édouard Gross, un exploitant américain qui se spécialise jusqu'en 1939 dans les grandes comédies américaines en version originale. Seront alors projetés les films des Marx Brothers, de W.C. Fields et de Frank Capra qui remporteront un énorme succès,,. La salle, devenue non conforme, est fermée par la commission de sécurité.

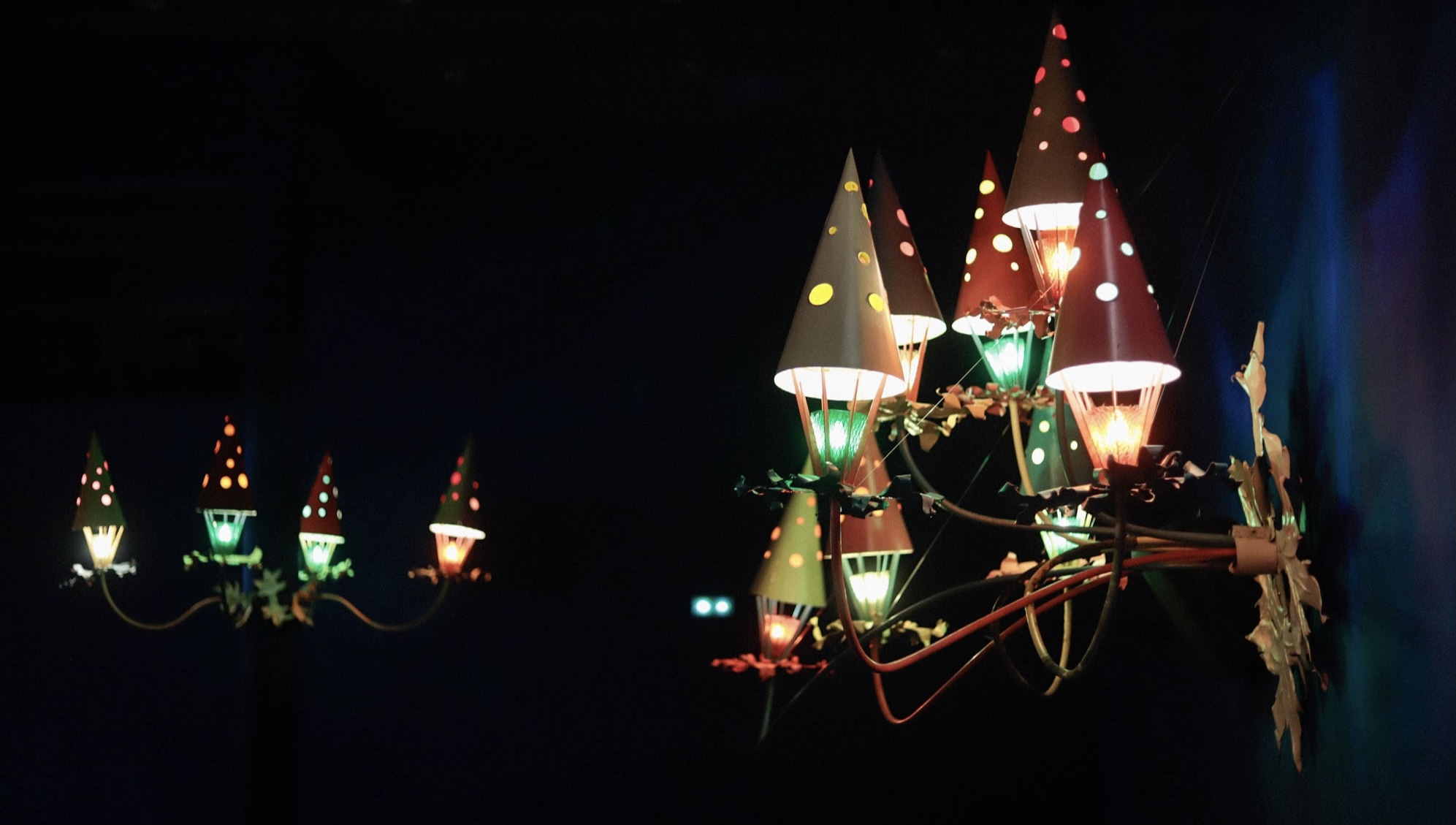
Les luminaires créés par Jean Cocteau.

En 1948, elle est reprise par les frères Edgar et Georges Roulleau. Une nouvelle salle de 212 places est inaugurée en février 1950 après que de nombreux travaux ont été effectués, notamment l'installation de luminaires, toujours visibles aujourd'hui, dessinés par Jean Cocteau. Ce dernier est désigné parrain de la salle, avec Abel Gance. L'endroit redevient un haut lieu du cinéma d'art et essai, mais également un espace de rencontres, d'expositions et de concerts de jazz.
Avec les frères Roulleau, le studio 28 connaît son apogée : on y projette Journal d'un curé de campagne de Robert Bresson, La Symphonie des brigands de Friedrich Feher et, en avant-première, Los Olvidados de Buñuel,,.
Jean Cocteau et Abel Gance deviennent les parrains de la salle de cinéma en 1950.
En 1959, le site inaugure la « Promotion du Cinéma » en proposant — une première en France — une carte de fidélité, un film différent chaque jour, une avant-première tous les mardis et de nombreux débats.
La salle de cinéma se modernise en 1993 avec l'installation du son Dolby stéréo et un grand écran.
En 2000, Jean-Pierre Jeunet y tourne une séquence du film Le Fabuleux Destin d'Amélie Poulain.
En 2025, le Studio 28 programme de nombreux films récents — souvent en 3e ou 4e semaine — et continue sa vocation de cinéma d'art et essai de quartier tout en proposant des services de restauration,,.

## Technique
Modernisée en 1993 avec un écran large et un son dolby stéréo, la salle est encore rénovée en 2011 et sa capacité ramenée à 170 fauteuils pour un meilleur confort. Ouverte à la privatisation, elle est équipée d'un écran de 10 mètres de base. Elle est la première salle publique parisienne à s'être équipée d'un projecteur cinéma numérique 4K,.

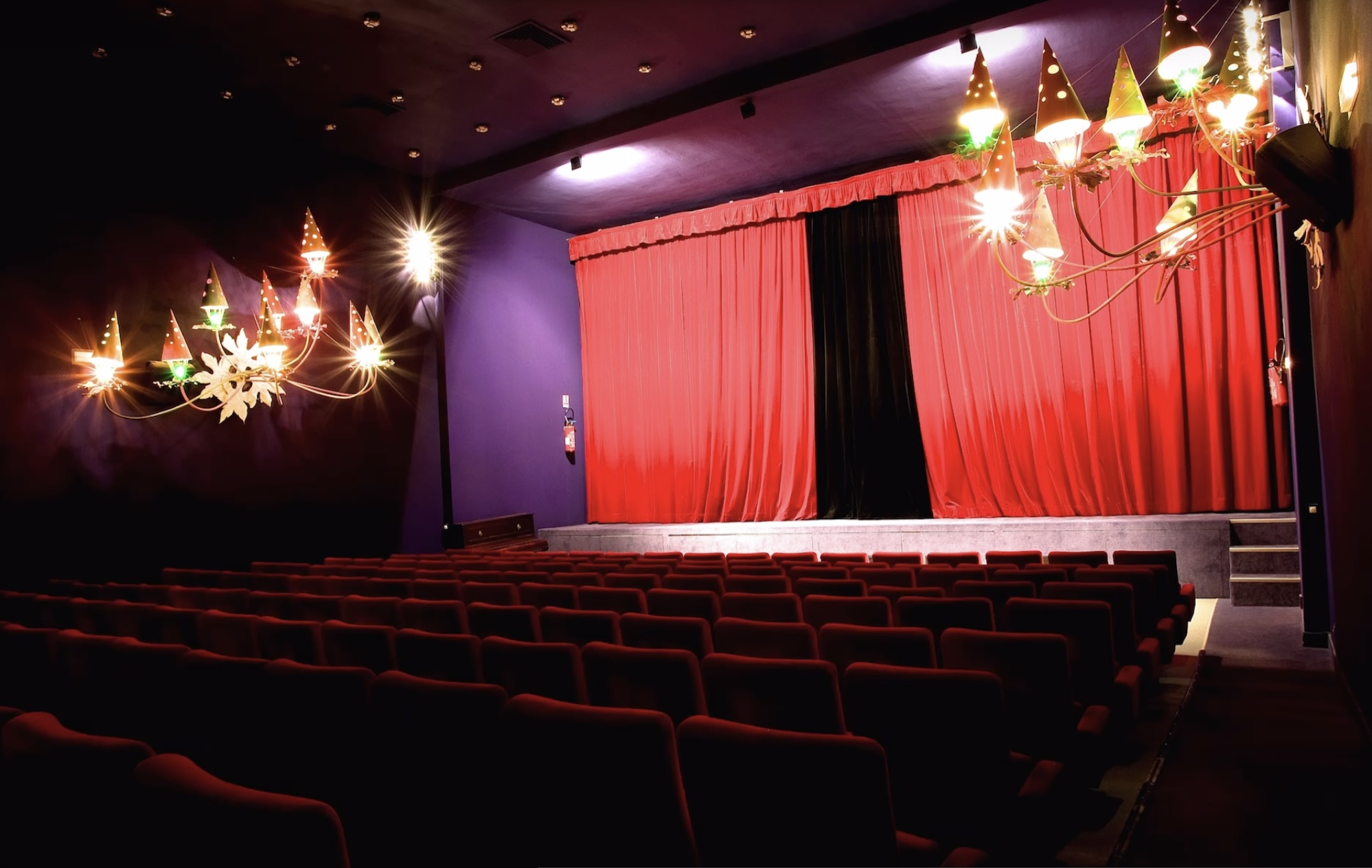
La salle de projection.